# Platycampus luridiventris
Platycampus luridiventris är en stekelart som först beskrevs av Carl Fredrik Fallén 1808.  Platycampus luridiventris ingår i släktet Platycampus, och familjen bladsteklar. Arten är reproducerande i Sverige.